# Tale e quale show (quinta edizione)
La quinta edizione del talent show Tale e quale show è andata in onda dall'11 settembre al 23 ottobre 2015 per sette puntate in prima serata su Rai 1, sempre con la conduzione di Carlo Conti, ed è andata in onda anche in alta definizione su Rai HD e in replica la domenica su Rai Premium. Al termine di questa edizione è andata in onda la quarta serie di Tale e quale show - Il torneo, in cui si sono sfidati i tre migliori concorrenti della Categoria Uomini e della Categoria Donne di questa edizione con i tre migliori concorrenti della Categoria Uomini e della Categoria Donne dell'edizione precedente.
In questa quinta edizione rimangono in giuria Claudio Lippi e Loretta Goggi, mentre non è più presente come giurato Christian De Sica, sostituito da Gigi Proietti. Inoltre, ad ogni puntata (ad eccezione della prima e dell'ultima) la giuria è affiancata da un quarto giudice a rotazione, il quale non si limita soltanto a dare dei giudizi alle performance, ma stila anch'egli una sua classifica a fine puntata, così come gli altri giudici, potendo così incidere sul punteggio complessivo finale.
L'edizione è stata vinta da Francesco Cicchella, si classifica al secondo posto Massimo Lopez, segue al terzo posto Giulia Luzi.

## Cast

### Concorrenti

#### Uomini
- Max Giusti
- Massimo Lopez
- Walter Nudo
- Sergio Friscia
- Francesco Cicchella
- Savino Zaba

#### Donne
- Bianca Guaccero
- Laura Freddi
- Elena Di Cioccio
- Karima
- Giulia Luzi
- Cosima Coppola

#### Fuori gara
- Gabriele Cirilli

### Giudici
La giuria è composta da:
- Gigi Proietti
- Loretta Goggi
- Claudio Lippi

#### Quarto giudice
Ad eccezione della prima ed ultima puntata, in questa edizione è fissa la presenza di un quarto giudice a rotazione, che partecipa al voto delle esibizioni e stila una propria classifica. Nella tabella sottostante sono riportati i nomi dei personaggi che hanno ricoperto di volta in volta il suddetto ruolo:
| Puntata | Messa in onda     | Quarto giudice                     |
| 1       | 11 settembre 2015 | -                                  |
| 2       | 18 settembre 2015 | Enrico Brignano                    |
| 3       | 25 settembre 2015 | Rocco Papaleo                      |
| 4       | 2 ottobre 2015    | Frank Matano                       |
| 5       | 9 ottobre 2015    | Luca Argentero                     |
| 6       | 16 ottobre 2015   | Riccardo Scamarcio e Laura Chiatti |
| 7       | 23 ottobre 2015   | -                                  |

### Coach
Coach dei concorrenti vip sono:
- Maria Grazia Fontana: vocal coach
- Pinuccio Pirazzoli: maestro d'orchestra
- Emanuela Aureli: imitatrice
- Fabrizio Mainini: coreografo
- Daniela Loi: vocal coach
- Silvio Pozzoli: vocal coach

## Puntate

### Prima puntata
La prima puntata è andata in onda l'11 settembre 2015. Tale puntata ha visto la vittoria di Elena Di Cioccio che ha interpretato Antonella Ruggiero.
| Ordine | Canzone e cantante imitato                   | Concorrente         | Punteggio | Proietti | Goggi | Lippi | Concorrenti |
| ------ | -------------------------------------------- | ------------------- | --------- | -------- | ----- | ----- | ----------- |
| 9      | Vacanze romane - Antonella Ruggiero          | Elena Di Cioccio    | 52        | 14       | 14    | 14    | 10          |
| 8      | Your song - Elton John                       | Massimo Lopez       | 50        | 16       | 16    | 13    | 5           |
| 2      | Per sempre - Nina Zilli                      | Bianca Guaccero     | 47        | 15       | 15    | 7     | 10          |
| 10     | All About That Bass - Meghan Trainor         | Laura Freddi        | 44        | 13       | 11    | 15    | 5           |
| 11     | Roma spogliata - Luca Barbarossa             | Savino Zaba         | 39        | 10       | 13    | 16    | -           |
| 5      | Magnifico - Fedez                            | Francesco Cicchella | 38        | 12       | 12    | 9     | 5           |
| 5      | Magnifico - Francesca Michielin              | Giulia Luzi         | 33        | 9        | 6     | 8     | 10          |
| 3      | Crazy in Love - Beyoncé                      | Karima              | 31        | 11       | 10    | 5     | 5           |
| 1      | Ricordati di me - Antonello Venditti         | Walter Nudo         | 29        | 6        | 7     | 11    | 5           |
| 4      | Gold - Tony Hadley                           | Max Giusti          | 28        | 7        | 9     | 12    | -           |
| 6      | You Make Me Feel (Mighty Real) - Sylvester   | Sergio Friscia      | 26        | 8        | 8     | 10    | -           |
| 7      | ...E dimmi che non vuoi morire - Patty Pravo | Cosima Coppola      | 21        | 5        | 5     | 6     | 5           |

Ospiti: Pino Insegno e Luca Barbarossa

Duetto della puntata: Francesco Cicchella e Giulia Luzi hanno interpretato Fedez e Francesca Michielin con Magnifico.

Mission Impossible: Gabriele Cirilli e Pino Insegno hanno interpretato Mietta e Amedeo Minghi con Vattene amore.

### Seconda puntata
La seconda puntata è andata in onda il 18 settembre 2015. Tale puntata ha visto la vittoria di Sergio Friscia che ha interpretato Pino Daniele.
| Ordine | Canzone e cantante imitato                        | Concorrente         | Punteggio | Proietti | Goggi | Lippi | Brignano | Concorrenti |
| ------ | ------------------------------------------------- | ------------------- | --------- | -------- | ----- | ----- | -------- | ----------- |
| 10     | Se mi vuoi - Pino Daniele                         | Sergio Friscia      | 70        | 13       | 11    | 15    | 16       | 15          |
| 4      | Non me lo so spiegare - Tiziano Ferro             | Francesco Cicchella | 60        | 16       | 16    | 16    | 12       | -           |
| 5      | Diamonds - Rihanna                                | Bianca Guaccero     | 57        | 15       | 14    | 13    | 10       | 5           |
| 3      | L'estate addosso - Jovanotti                      | Massimo Lopez       | 50        | 12       | 13    | 14    | 6        | 5           |
| 1      | Nei giardini che nessuno sa - Renato Zero         | Max Giusti          | 47        | 14       | 10    | 12    | 11       | -           |
| 7      | Royals - Lorde                                    | Giulia Luzi         | 47        | 10       | 15    | 8     | 14       | -           |
| 11     | Wuthering Heights - Kate Bush                     | Cosima Coppola      | 45        | 8        | 7     | 11    | 9        | 10          |
| 9      | Unchain My Heart - Joe Cocker                     | Walter Nudo         | 45        | 11       | 12    | 10    | 7        | 5           |
| 10     | Se mi vuoi - Irene Grandi                         | Elena Di Cioccio    | 43        | 9        | 9     | 5     | 15       | 5           |
| 6      | Parole di burro - Carmen Consoli                  | Karima              | 37        | 7        | 6     | 6     | 13       | 5           |
| 8      | Come mai - Max Pezzali                            | Savino Zaba         | 33        | 6        | 5     | 7     | 5        | 10          |
| 2      | Adesso e qui (Nostalgico presente) - Malika Ayane | Laura Freddi        | 30        | 5        | 8     | 9     | 8        | -           |

Giudice ospite:  Enrico Brignano

Ospiti: Matilde Brandi

Duetto della puntata: Sergio Friscia e Elena Di Cioccio hanno interpretato Pino Daniele e Irene Grandi con Se mi vuoi.

Mission Impossible: Gabriele Cirilli e Matilde Brandi hanno interpretato le Gemelle Kessler con Dadaumpa.

### Terza puntata
La terza puntata è andata in onda il 25 settembre 2015. Tale puntata ha visto la vittoria in ex aequo di Bianca Guaccero e Karima che hanno interpretato rispettivamente Mia Martini ed Amy Winehouse.
| Ordine | Canzone e cantante imitato                       | Concorrente         | Punteggio | Proietti | Goggi | Lippi | Papaleo | Concorrenti |
| ------ | ------------------------------------------------ | ------------------- | --------- | -------- | ----- | ----- | ------- | ----------- |
| 4      | Cu'mme - Mia Martini                             | Bianca Guaccero     | 65        | 16       | 11    | 16    | 12      | 10          |
| 6      | Rehab - Amy Winehouse                            | Karima              | 65        | 14       | 13    | 12    | 16      | 10          |
| 1      | Essere una donna - Anna Tatangelo                | Giulia Luzi         | 60        | 10       | 14    | 13    | 13      | 10          |
| 4      | Cu'mme - Roberto Murolo                          | Massimo Lopez       | 59        | 15       | 15    | 15    | 9       | 5           |
| 2      | Tu sei lei - Ligabue                             | Max Giusti          | 58        | 13       | 16    | 14    | 15      | -           |
| 10     | Poker Face - Lady Gaga                           | Laura Freddi        | 48        | 9        | 9     | 10    | 10      | 10          |
| 7      | Buon viaggio (Share The Love) - Cesare Cremonini | Francesco Cicchella | 47        | 11       | 12    | 11    | 8       | 5           |
| 11     | La terra dei cachi - Elio                        | Sergio Friscia      | 42        | 12       | 7     | 9     | 14      | -           |
| 8      | Bailando - Enrique Iglesias                      | Savino Zaba         | 37        | 8        | 10    | 8     | 11      | -           |
| 3      | Like a Virgin - Madonna                          | Elena Di Cioccio    | 30        | 7        | 6     | 6     | 6       | 5           |
| 5      | Cicale - Heather Parisi                          | Cosima Coppola      | 28        | 6        | 8     | 7     | 7       | -           |
| 9      | Più bella cosa - Eros Ramazzotti                 | Walter Nudo         | 25        | 5        | 5     | 5     | 5       | 5           |

Giudice ospite: Rocco Papaleo

Duetto della puntata: Massimo Lopez e Bianca Guaccero hanno interpretato Roberto Murolo e Mia Martini con Cu' mme.

Mission Impossible: Gabriele Cirilli e Claudio Lippi hanno interpretato gli Wham! con Wake Me Up Before You Go-Go.

### Quarta puntata
La quarta puntata è andata in onda il 2 ottobre 2015. Tale puntata ha visto la vittoria di Giulia Luzi che ha interpretato Elisa.
| Ordine | Canzone e cantante imitato                     | Concorrente         | Punteggio | Proietti | Goggi | Lippi | Matano | Concorrenti |
| ------ | ---------------------------------------------- | ------------------- | --------- | -------- | ----- | ----- | ------ | ----------- |
| 8      | Anche se non trovi le parole - Elisa           | Giulia Luzi         | 68        | 16       | 14    | 13    | 10     | 15          |
| 4      | Everytime - Stash dei The Kolors               | Francesco Cicchella | 67        | 14       | 12    | 10    | 16     | 15          |
| 5      | A muso duro - Pierangelo Bertoli               | Max Giusti          | 66        | 15       | 16    | 15    | 15     | 5           |
| 7      | L'immensità - Johnny Dorelli                   | Massimo Lopez       | 55        | 12       | 15    | 16    | 12     | -           |
| 1      | Testarda io (la mia solitudine) - Iva Zanicchi | Karima              | 51        | 13       | 11    | 14    | 13     | -           |
| 6      | On the Floor - Jennifer Lopez                  | Cosima Coppola      | 45        | 10       | 10    | 11    | 9      | 5           |
| 9      | Strong Enough - Cher                           | Walter Nudo         | 41        | 7        | 6     | 12    | 11     | 5           |
| 10     | Gente come noi - Ivana Spagna                  | Elena Di Cioccio    | 40        | 8        | 8     | 5     | 14     | 5           |
| 3      | Meraviglioso - Giuliano Sangiorgi              | Sergio Friscia      | 40        | 11       | 13    | 9     | 7      | -           |
| 11     | Somethin' Stupid - Nicole Kidman               | Laura Freddi        | 32        | 6        | 7     | 8     | 6      | 5           |
| 2      | Smooth Criminal - Michael Jackson              | Bianca Guaccero     | 32        | 9        | 9     | 6     | 8      | -           |
| 11     | Somethin' Stupid - Robbie Williams             | Savino Zaba         | 27        | 5        | 5     | 7     | 5      | 5           |

Giudice ospite: Frank Matano

Ospiti: Flavio Montrucchio

Duetto della puntata: Savino Zaba e Laura Freddi hanno interpretato Robbie Williams e Nicole Kidman con Somethin' Stupid.

Mission Impossible: Gabriele Cirilli e Flavio Montrucchio hanno interpretato Paola & Chiara con  Amici come prima.

### Quinta puntata
La quinta puntata è andata in onda il 9 ottobre 2015. Tale puntata ha visto la vittoria di Francesco Cicchella che ha interpretato Francesco Renga.
| Ordine | Canzone e cantante imitato                  | Concorrente         | Punteggio | Proietti | Goggi | Lippi | Argentero | Concorrenti |
| ------ | ------------------------------------------- | ------------------- | --------- | -------- | ----- | ----- | --------- | ----------- |
| 6      | Angelo - Francesco Renga                    | Francesco Cicchella | 77        | 16       | 16    | 15    | 15        | 15          |
| 3      | Victims - Boy George                        | Max Giusti          | 64        | 12       | 13    | 13    | 16        | 10          |
| 1      | L'essenziale - Marco Mengoni                | Massimo Lopez       | 56        | 13       | 11    | 16    | 11        | 5           |
| 4      | E poi - Giorgia                             | Bianca Guaccero     | 51        | 14       | 9     | 14    | 14        | -           |
| 2      | La notte vola - Lorella Cuccarini           | Laura Freddi        | 49        | 10       | 15    | 11    | 8         | 5           |
| 8      | Questione di feeling - Riccardo Cocciante   | Walter Nudo         | 48        | 11       | 10    | 9     | 13        | 5           |
| 7      | Unconditionally - Katy Perry                | Giulia Luzi         | 46        | 15       | 12    | 10    | 9         | -           |
| 5      | It's Raining Men - Geri Halliwell           | Cosima Coppola      | 44        | 7        | 14    | 12    | 6         | 5           |
| 8      | Questione di feeling - Mina                 | Karima              | 40        | 8        | 7     | 8     | 12        | 5           |
| 10     | Noi, ragazzi di oggi - Luis Miguel          | Savino Zaba         | 33        | 9        | 6     | 6     | 7         | 5           |
| 11     | Memory - Barbra Streisand                   | Elena Di Cioccio    | 31        | 6        | 8     | 7     | 10        | -           |
| 9      | Don't Let Me Be Misunderstood - Leroy Gomez | Sergio Friscia      | 25        | 5        | 5     | 5     | 5         | 5           |

Giudice ospite: Luca Argentero

Ospiti: Serena Autieri e Paolo Conticini

Duetto della puntata: Walter Nudo e Karima hanno interpretato Riccardo Cocciante e Mina con Questione di feeling.

Mission Impossible: Gabriele Cirilli e due membri del pubblico hanno interpretato i Gibson Brothers con Cuba.

### Sesta puntata
La sesta puntata è andata in onda il 16 ottobre 2015. Tale puntata ha visto la vittoria di Francesco Cicchella che ha interpretato Stevie Wonder.
| Ordine | Canzone e cantante imitato                                          | Concorrente         | Punteggio | Proietti | Goggi | Lippi | Scamarcio e Chiatti | Concorrenti |
| ------ | ------------------------------------------------------------------- | ------------------- | --------- | -------- | ----- | ----- | ------------------- | ----------- |
| 5      | I Just Called to Say I Love You e Isn't She Lovely? - Stevie Wonder | Francesco Cicchella | 75        | 15       | 16    | 14    | 15                  | 15          |
| 4      | Non, je ne regrette rien - Édith Piaf                               | Giulia Luzi         | 68        | 16       | 15    | 16    | 16                  | 5           |
| 9      | Think - Aretha Franklin                                             | Karima              | 64        | 14       | 13    | 13    | 14                  | 10          |
| 2      | La notte - Arisa                                                    | Bianca Guaccero     | 53        | 13       | 14    | 11    | 10                  | 5           |
| 8      | La lontananza - Domenico Modugno                                    | Massimo Lopez       | 51        | 12       | 12    | 15    | 12                  | -           |
| 3      | Felicità - Al Bano                                                  | Max Giusti          | 47        | 10       | 11    | 8     | 13                  | 5           |
| 7      | Straordinario - Chiara                                              | Laura Freddi        | 40        | 6        | 9     | 9     | 6                   | 10          |
| 6      | Gianna - Rino Gaetano (R)                                           | Savino Zaba         | 36        | 9        | 8     | 12    | 7                   | -           |
| 11     | Maria - Ricky Martin                                                | Walter Nudo         | 35        | 11       | 6     | 7     | 11                  | -           |
| 3      | Felicità - Romina Power                                             | Cosima Coppola      | 34        | 7        | 7     | 10    | 5                   | 5           |
| 1      | Nessuno mi può giudicare - Caterina Caselli                         | Elena Di Cioccio    | 31        | 8        | 10    | 5     | 8                   | -           |
| 10     | Vorrei cantare come Biagio - Simone Cristicchi                      | Sergio Friscia      | 30        | 5        | 5     | 6     | 9                   | 5           |

Giudici ospiti: Riccardo Scamarcio e Laura Chiatti

Ospiti: Chiara e Cristiano Malgioglio

Duetto della puntata: Max Giusti e Cosima Coppola hanno interpretato Al Bano e Romina Power con Felicità.

Mission Impossible: Gabriele Cirilli ha interpretato Carmen Miranda con Tico Tico.

(R) significa che l'esibizione è stata ripetuta.

### Settima puntata
La settima puntata è andata in onda il 23 ottobre 2015. Tale puntata ha visto la vittoria di Francesco Cicchella che ha interpretato Massimo Ranieri. A fine puntata, la classifica generale di tutte le puntate ha visto inoltre lo stesso Cicchella vincitore della quinta edizione.
| Ordine | Canzone e cantante imitato                        | Concorrente         | Punteggio | Proietti | Goggi | Lippi | Concorrenti |
| ------ | ------------------------------------------------- | ------------------- | --------- | -------- | ----- | ----- | ----------- |
| 1      | Se bruciasse la città - Massimo Ranieri           | Francesco Cicchella | 53        | 16       | 16    | 16    | 5           |
| 11     | Generale - Francesco De Gregori                   | Massimo Lopez       | 51        | 10       | 14    | 12    | 15          |
| 2      | Greatest Love of All - Whitney Houston            | Karima              | 50        | 15       | 15    | 15    | 5           |
| 5      | You Don't Have to Say You Love Me - Elvis Presley | Walter Nudo         | 41        | 9        | 11    | 11    | 10          |
| 6      | Ciao amore, ciao - Dalida                         | Bianca Guaccero     | 41        | 14       | 12    | 10    | 5           |
| 8      | Why - Annie Lennox                                | Elena Di Cioccio    | 38        | 8        | 13    | 7     | 10          |
| 3      | Diavolo in me - Zucchero                          | Sergio Friscia      | 35        | 13       | 8     | 14    | -           |
| 7      | La mia libertà - Franco Califano                  | Max Giusti          | 35        | 11       | 10    | 9     | 5           |
| 4      | Un'emozione da poco - Anna Oxa                    | Giulia Luzi         | 34        | 12       | 9     | 13    | -           |
| 9      | Ogni volta - Vasco Rossi                          | Savino Zaba         | 25        | 5        | 7     | 8     | 5           |
| 12     | Girls Just Want to Have Fun - Cyndi Lauper        | Cosima Coppola      | 18        | 6        | 6     | 6     | -           |
| 10     | Fiesta - Raffaella Carrà                          | Laura Freddi        | 17        | 7        | 5     | 5     | -           |

Ospiti: Fabrizio Frizzi

Mission Impossible: Gabriele Cirilli e Fabrizio Frizzi hanno interpretato Minnie Minoprio e Fred Bongusto con Quando mi dici così.

## Cinque punti dei concorrenti
| Puntata | Cicchella | Coppola   | Di Cioccio | Freddi     | Friscia    | Giusti     | Guaccero  | Karima     | Lopez      | Luzi      | Nudo       | Zaba       |
| ------- | --------- | --------- | ---------- | ---------- | ---------- | ---------- | --------- | ---------- | ---------- | --------- | ---------- | ---------- |
| 1       | Luzi      | Lopez     | Freddi     | Di Cioccio | Nudo       | Di Cioccio | Karima    | Guaccero   | Guaccero   | Cicchella | Coppola    | Luzi       |
| 2       | Guaccero  | Zaba      | Friscia    | Coppola    | Di Cioccio | Nudo       | Lopez     | Friscia    | Karima     | Zaba      | Friscia    | Coppola    |
| 3       | Luzi      | Cicchella | Karima     | Nudo       | Guaccero   | Luzi       | Lopez     | Di Cioccio | Guaccero   | Karima    | Freddi     | Freddi     |
| 4       | Nudo      | Luzi      | Luzi       | Zaba       | Cicchella  | Cicchella  | Giusti    | Luzi       | Coppola    | Cicchella | Di Cioccio | Freddi     |
| 5       | Coppola   | Cicchella | Giusti     | Cicchella  | Lopez      | Zaba       | Cicchella | Nudo       | Friscia    | Freddi    | Karima     | Giusti     |
| 6       | Karima    | Giusti    | Karima     | Friscia    | Freddi     | Coppola    | Luzi      | Cicchella  | Freddi     | Guaccero  | Cicchella  | Cicchella  |
| 7       | Karima    | Nudo      | Zaba       | Lopez      | Lopez      | Guaccero   | Nudo      | Cicchella  | Di Cioccio | Lopez     | Giusti     | Di Cioccio |

## Classifiche

### Classifica generale
| Posizione | Concorrente         | Punti |
| --------- | ------------------- | ----- |
| 1         | Francesco Cicchella | 417   |
| 2         | Massimo Lopez       | 372   |
| 3         | Giulia Luzi         | 356   |
| 4         | Bianca Guaccero     | 346   |
| 5         | Max Giusti          | 345   |
| 6         | Karima              | 338   |
| 7         | Sergio Friscia      | 268   |
| 8         | Elena Di Cioccio    | 265   |
| 9         | Walter Nudo         | 264   |
| 10        | Laura Freddi        | 260   |
| 11        | Cosima Coppola      | 235   |
| 12        | Savino Zaba         | 230   |

### Classifica dei cinque punti
| Posizione | Concorrente         | Punti |
| --------- | ------------------- | ----- |
| 1         | Francesco Cicchella | 60    |
| 2         | Giulia Luzi         | 40    |
| 2         | Karima              | 40    |
| 4         | Elena Di Cioccio    | 35    |
| 4         | Laura Freddi        | 35    |
| 4         | Bianca Guaccero     | 35    |
| 4         | Massimo Lopez       | 35    |
| 4         | Walter Nudo         | 35    |
| 9         | Cosima Coppola      | 30    |
| 10        | Sergio Friscia      | 25    |
| 10        | Max Giusti          | 25    |
| 10        | Savino Zaba         | 25    |

### Classifica categoria Uomini
| Posizione | Concorrente         | Punti totali |
| --------- | ------------------- | ------------ |
| 1         | Francesco Cicchella | 417          |
| 2         | Massimo Lopez       | 372          |
| 3         | Max Giusti          | 345          |
| 4         | Sergio Friscia      | 268          |
| 5         | Walter Nudo         | 264          |
| 6         | Savino Zaba         | 230          |

- Francesco Cicchella, Massimo Lopez e Max Giusti proseguono la gara nella quarta serie di Tale e quale show - Il torneo.
- Sergio Friscia, Walter Nudo e Savino Zaba vengono eliminati.

### Classifica categoria Donne
| Posizione | Concorrente     | Punti totali |
| --------- | --------------- | ------------ |
| 1         | Giulia Luzi     | 356          |
| 2         | Bianca Guaccero | 346          |
| 3         | Karima          | 338          |
| 4         | Elena Di Ciocco | 265          |
| 5         | Laura Freddi    | 260          |
| 6         | Cosima Coppola  | 235          |

- Giulia Luzi, Bianca Guaccero e Karima proseguono la gara nella quarta serie di Tale e quale show - Il torneo.
- Elena Di Cioccio, Laura Freddi e Cosima Coppola vengono eliminate.

## Le "Mission Impossible" di Gabriele Cirilli
Gabriele Cirilli, partecipante alle prime due edizioni del programma, al torneo dei campioni, e fuori gara con le Mission Impossible nella terza e quarta edizione, riveste tale ruolo anche nella quinta edizione, ma con un cambiamento: viene affiancato da un altro accompagnatore (a parte nella sesta puntata).
| Puntata | Esibizione                                            | Accompagnatore          | Esito | Note |
| ------- | ----------------------------------------------------- | ----------------------- | ----- | --- |
| 1       | Vattene amore - Mietta e Amedeo Minghi                | Pino Insegno            |       | Gabriele Cirilli e Pino Insegno si sono esibiti dal vivo interpretando rispettivamente Mietta e Amedeo Minghi.                                                             |
| 2       | Dadaumpa - Gemelle Kessler                            | Matilde Brandi          |       | Gabriele Cirilli e Matilde Brandi si sono esibiti dal vivo interpretando rispettivamente Alice ed Ellen Kessler.                                                           |
| 3       | Wake Me Up Before You Go Go - Wham!                   | Claudio Lippi           |       | Gabriele Cirilli e Claudio Lippi si sono esibiti dal vivo interpretando rispettivamente George Michael e Andrew Ridgeley.                                                  |
| 4       | Amici come prima - Paola & Chiara                     | Flavio Montrucchio      |       | Gabriele Cirilli e Flavio Montrucchio si sono esibiti dal vivo interpretando rispettivamente Chiara e Paola.                                                               |
| 5       | Cuba - Gibson Brothers                                | Due membri del pubblico |       | Gabriele Cirilli si è esibito dal vivo interpretando Chris Gibson, mentre gli altri componenti (Alex e Patrick Gibson) sono stati interpretati da due membri del pubblico. |
| 6       | Tico Tico - Carmen Miranda                            | Non presente            |       | Gabriele Cirilli si è esibito dal vivo interpretando Carmen Miranda. |
| 7       | Quando mi dici così - Fred Bongusto e Minnie Minoprio | Fabrizio Frizzi         |       | Gabriele Cirilli e Fabrizio Frizzi si sono esibiti dal vivo interpretando rispettivamente Minnie Minoprio e Fred Bongusto.                                                 |

## Ascolti
| Puntata | Diretta Rai 1     | Telespettatori | Share  |
| ------- | ----------------- | -------------- | ------ |
| 1       | 11 settembre 2015 | 4 817 000      | 23,64% |
| 2       | 18 settembre 2015 | 4 763 000      | 23,78% |
| 3       | 25 settembre 2015 | 4 913 000      | 22,87% |
| 4       | 2 ottobre 2015    | 5 195 000      | 22,85% |
| 5       | 9 ottobre 2015    | 5 226 000      | 23,59% |
| 6       | 16 ottobre 2015   | 5 307 000      | 23,37% |
| 7       | 23 ottobre 2015   | 5 267 000      | 24,02% |
| Media   | Media             | 5 069 000      | 23,44% |